# 春風 (2代神風型駆逐艦)
春風（はるかぜ）は、日本海軍の駆逐艦。神風型駆逐艦（2代目）の3番艦である。
当初の艦名は第五駆逐艦。続いて第五号駆逐艦と改名。最終的に「春風」となった。この名を持つ日本海軍の艦船としては神風型駆逐艦 (初代)「春風」に続いて2隻目。後に初の国産護衛艦である「はるかぜ」に引き継がれた。

## 概要

### 建造経緯
1921年（大正10年）10月12日、神風型駆逐艦7隻（第一駆逐艦《神風》、第三駆逐艦《朝風》、第五駆逐艦《春風》、第七駆逐艦《松風》、第九駆逐艦《旗風》、第十一駆逐艦《追風》、第十三駆逐艦《疾風》）、若竹型駆逐艦10隻（第二駆逐艦《若竹》、第四駆逐艦《呉竹》、第六駆逐艦《早苗》、第八駆逐艦《早蕨》、第十駆逐艦《朝顔》、第十二駆逐艦《夕顔》、第十四駆逐艦《建造中止》、第十六駆逐艦《芙蓉》、第十八駆逐艦《刈萱》、第二十駆逐艦《建造中止》）および掃海艇4隻に、それぞれ艦名が与えられる。
本艦は舞鶴工作部で建造。舞鶴工作部で建造された神風型は3隻（春風、松風、旗風）である。同工作部は、続いて神風型発展型の睦月型駆逐艦2隻（如月、菊月）建造を担当した。
第5駆逐艦は1922年（大正11年）5月16日起工。8月24日、第5駆逐艦は、姉妹艦や軽巡洋艦「夕張」および給油艦2隻（鳴戸、早鞆）と共に艦艇類別等級表に登録された。
12月18日進水。
1923年（大正12年）5月31日に竣工した。同年12月1日、初代「春風」は駆逐艦から掃海艇に類別変更。
1924年（大正13年）4月24日に、第5駆逐艦は第五号駆逐艦に改名。さらに1928年（昭和3年）4月1日附で初代「春風」は除籍。これにより同年8月1日附で第5号駆逐艦は「春風」と改名された。

### 太平洋戦争以前
大湊要港部に配属され北方への哨戒に従事した後、第5駆逐隊に配備。
1934年（昭和9年）時の第5駆逐隊は、空母2隻（龍驤、鳳翔）で編制された第一航空戦隊に所属。所謂トンボ釣りに従事した。
1935年（昭和10年）の第四艦隊事件により損傷。
1936年（昭和11年）12月1日、吉田正義少佐（春風艦長）は初春型駆逐艦1番艦「初春」艦長へ転任（後日、吉田は夕雲型駆逐艦3番艦「風雲」初代艦長）。高雄型重巡洋艦3番艦「鳥海水雷長の吉川潔少佐が春風駆逐艦長に補職される。
1937年（昭和12年）早々に駆逐隊ごと馬公要港部に転属となり、予備艦の期間を除き台湾および南支方面の警備に従事し、南寧攻略戦などにも参加した。
11月15日、吉川潔少佐（春風艦長）は睦月型駆逐艦3番艦「弥生」艦長へ転任（後日、吉川は太平洋戦争開戦時の朝潮型2番艦「大潮」艦長。第三次ソロモン海戦時の白露型4番艦「夕立」艦長）。後任の春風駆逐艦長は林利作少佐（当時、軽巡「名取」水雷長）。
12月1日、姉妹艦「朝風」駆逐艦長一門善記少佐が初春型駆逐艦6番艦「夕暮」艦長へ転任。林少佐（春風艦長）は朝風艦長も兼務することになった。
1938年（昭和13年）2月10日、神風型2隻（春風、朝風）艦長を兼務していた林利作少佐は兼務を解かれて朝風艦長のみとなり、姉妹艦「旗風」艦長菅原六郎少佐が旗風艦長と春風駆逐艦長を兼務する。
8月23日、菅原六郎少佐（旗風艦長兼務春風艦長）は鴻型水雷艇「鷺」水雷艇長へ転任（後日、菅原は吹雪型2番艦「白雪」艦長）。峯風型3番艦「沖風」艦長の赤沢次壽雄少佐が沖風艦長と春風艦長を兼務。第2号掃海艇長梶原正見少佐が、第2号掃海艇長と旗風艦長を兼務した。
11月15日、第5駆逐隊（朝風、春風、松風、旗風）から神風型2隻（朝風、松風）が除籍され、同2隻（朝風、松風）で第45駆逐隊を新編し、江戸兵太郎大佐（第5駆逐隊司令兼第6駆逐隊司令）は第45駆逐隊司令も兼務することになった。
その後、日本海軍は1940年（昭和15年）11月15日附で第45駆逐隊（朝風、松風）を解隊（駆逐隊司令金桝義夫大佐は軽巡「大井」艦長補職）。2隻（朝風、松風）は元の第5駆逐隊に編入され、定数4隻（朝風、春風、旗風、松風）を揃えた。同日附で第五水雷戦隊も編制（五水戦司令官原顕三郎少将）。長良型軽巡洋艦3番艦「名取」、第5駆逐隊、第22駆逐隊（皐月、水無月、文月、長月）は第五水雷戦隊に配属され、訓練に勤しんだ。

### 太平洋戦争緒戦
太平洋戦争開戦時の第五水雷戦隊司令官は、引き続き原顕三郎少将（旗艦「名取」）。緒戦期の第五水雷戦隊は比島攻略部隊に所属し、開戦劈頭のフィリピンの戦いのうちのアパリ攻略戦、リンガエン湾上陸、次いでマレー作戦のシンゴラ上陸作戦支援に参加した。馬公および高雄で整備の後、蘭印作戦に参加。
1942年（昭和17年）3月1日、ジャワ島バンタム湾上陸作戦の最中にバタビア沖海戦が発生。
第5駆逐隊（朝風、旗風、春風、松風）のうち「松風」は第四航空戦隊（司令官角田覚治少将。空母「龍驤」）護衛のため不在。
神風型3隻（朝風、旗風、春風）のみ、第七戦隊第2小隊（重巡《三隈、最上》、駆逐艦《敷波》）、第五水雷戦隊・第三水雷戦隊各艦（名取、第11駆逐隊《 初雪、白雪〔当時水雷長春日均大尉〕、吹雪》、第12駆逐隊《叢雲、白雲》）などと共に連合軍の巡洋艦2隻（パース、ヒューストン）を協同撃沈した。
本艦は煙幕展開や雷撃により勝利に貢献したが、至近弾・不発弾・機銃掃射により戦死者1名（戦闘詳報では戦死3、重傷5）と若干の損傷を受けた。第5駆逐隊の合計主砲発射弾数16発、魚雷発射17本。古要桂次少佐（当時春風艦長）によれば、「春風」が発射した魚雷は陸軍輸送船団の方向に疾走したという。戦史叢書では、第七戦隊（最上）の酸素魚雷とする。この同士討ちにより陸軍輸送船団旗艦「神洲丸《龍城丸》」（第16軍司令官今村均陸軍中将座乗）以下輸送船4隻と掃海艇1隻が大破もしくは沈没した。
後日、山本五十六連合艦隊司令長官は、増援として戦場に到着した3隻（三隈、最上、敷波）に感状を与えた。
1942年（昭和17年）3月10日、第五水雷戦隊は解隊（五水戦司令官原顕三郎少将は第十六戦隊《名取、長良、鬼怒》司令官に補職）。これに伴い第5駆逐隊は第一南遣艦隊に転属。3月下旬、第5駆逐隊はビルマ攻略作戦に従事。続いてマレー、ジャワ島、セレベス島、それに遠くラバウルの各方面で護衛など各種任務に就いた。
5月5日、「旗風」は第5駆逐隊から除籍。横須賀鎮守府警備駆逐艦となる。この編制替により第5駆逐隊は神風型3隻（朝風、春風、松風）となった。
「春風」は、第二師団歩兵第二十九連隊などを乗せて9月19日にスラバヤを出発してラバウルへ向かった「九州丸」、「崎戸丸」他一隻を途中まで護衛した。
9月30日、森本義久少佐が春風駆逐艦長に補職。11月上旬、西部ニューギニアへの兵員輸送任務に従事。任務終了後の11月16日昼前、スラバヤ入港直前にスラバヤ北水道付近で触雷、艦首部のうち一番魚雷発射管より前部を亡失する被害を受けた。戦死者20名以上。日本側が敷設した機雷だったという。
1943年（昭和18年）2月25日、第5駆逐隊は解隊。本艦は4月15日附で第四予備艦となった。5月2日、修理完了。仮設艦首を装着した「春風」は5月8日にスラバヤを出港、5月27日に呉着。呉海軍工廠で本修理をおこなった。8月12日に出渠。その後、8月25日附で警備駆逐艦に指定され、呉鎮守府部隊に編入。9月6日より日本とパラオおよび台湾、フィリピン方面において船団護衛に従事した。

### マタ30船団
1944年（昭和19年）3月1日、第一海上護衛隊に編入。10月20日、春風はマタ30船団旗艦として、駆逐艦竹等と共に船団を護衛してマニラを出港。マタ30船団は春風の名前を取って別名「春風船団」と呼称されていた。23日15時38分、船団はウルフパックを組んでいた米潜ソーフィッシュに発見され、さらに同じくウルフパックを組んで付近を哨戒していたシャーク、同じく付近を単独で哨戒していたスヌークが合流し、船団を待ち受けた。23日17時28分、船団最後尾の君川丸がソーフィッシュの雷撃で撃沈された。そして、その後は米潜群による苛烈な攻撃が行われた。23日夜には大型飛行艇が、24日には駆逐艦栂が護衛強化及び敵潜水艦制圧のために現場へ派遣された。24日未明に春風が自艦の真横約1,500メートルの位置に潜水艦を探知し、17発の爆雷攻撃を行った。春風は更に17時42分ごろにも右舷前方約1,700メートルに探知された潜水艦に対し17発の爆雷攻撃を行い「気泡、重油、衣類と破片」が水面に浮上したと報告した。この潜水艦はシャークであった。しかし、船団の損害は激しく、24日にはタンカー菊水丸（拿捕船/三井船舶委託, 元蘭船Iris/3,887総トン）がスヌークの雷撃で、貨物船信貴山丸（三井船舶、4,725総トン）がドラムの雷撃で、第一次大戦の英E型戦時標準貨物船天晨丸（瑞光商船、4,236総トン）がアイスフィッシュの雷撃で、1B型戦時標準貨物船の大天丸（大阪商船、4,642総トン）、貨客船營口丸（日本郵船、1,847総トン）がシードラゴンの雷撃で撃沈され、貨客船黒龍丸（大阪商船、6,379総トン）、阿里山丸、陸軍輸送船第一眞盛丸（原商事、5,864総トン）もまた撃沈され、残った輸送船は小型船3隻のみという大損害を受けた。26日、船団は高雄へと到着した。
11月4日に、春風はアメリカ海軍潜水艦セイルフィッシュ (USS Sailfish, SS-192) の雷撃により艦尾を亡失するも、応急修理の上日本に回航し、戦後まで現存した。
1945年（昭和20年）11月10日、除籍。その後船体は上部構造物を撤去した上で京都府竹野港（京丹後市）の防波堤として使用されたが、間もなく1948年（昭和23年）9月16日に上陸したアイオン台風により破壊したため、スクラップとして売却の上解体された。なお、当初は秋田港の防波堤として使用される予定だった。

### 春風と「はるかぜ」
春風の名は、後の海上自衛隊初の国産護衛艦「はるかぜ」に引き継がれた。この命名のいきさつは、『駆逐艦春風』484ページにある筑土竜男元海将の回想によれば概略は以下のとおりである。
ただし大井篤は著作『海上護衛戦』において「春風」について特に言及せず、同著では以下の様に記述している。
国産警備艦建造計画により昭和28年度予算で建造されたのは、甲型警備艦(DD)2隻…はるかぜ型護衛艦2隻（はるかぜ、ゆきかぜ）、乙型警備艦(DE)3隻…護衛艦「あけぼの」、いかづち型護衛艦2隻（いかづち、いなづま）の計5隻だった。

## 艦略歴
- 1923年5月31日：就役
- 1935年9月26日：第四艦隊事件
- 1937年1月7日：馬公要港部付属警備艦[67]
- 1937年12月1日：警備艦任務より除かれ第三予備艦[68]
- 1939年10月以降：南シナ海で警備行動
- 1941年11月26日：比島攻略部隊に編入[34]
- 1941年12月7日：第一急襲隊に加わり、輸送船6隻を護衛しアパリ攻略のため馬公出撃[69]
- 1941年12月10日：アパリ上陸作戦。12月15日に高雄に帰投[69]
- 1941年12月18日：リンガエン湾上陸作戦のため高雄出撃[69]
- 1941年12月26日：作戦支援を終え馬公に帰投[69]
- 1941年12月31日：シンゴラ上陸作戦のため馬公出撃[69]
- 1942年1月8日：シンゴラ上陸作戦。カムラン湾を経て1月16日に馬公に帰投[69]
- 1942年2月：蘭印作戦参加輸送船を護衛しカムラン湾に進出
- 1942年2月18日：カムラン湾出撃。2月24日に対潜攻撃実施[69]
- 1942年2月28日：船団入泊に先立ち、灯台、監視所、監視艇を艦砲射撃で破壊[69]
- 1942年3月1日：バタビア沖海戦。被弾により後部マスト折損[70]
- 1942年3月10日：第五水雷戦隊解隊。第五駆逐隊は第一南遣艦隊に編入。3月13日にシンガポールに帰投[71]
- 1942年8月：インド洋での通商破壊を企図した B 作戦に主隊として参加するも、8月7日のアメリカ軍のガダルカナル島上陸に伴う第七戦隊等の主要兵力転用により、作戦は中止[72]。以後、船団護衛に従事
- 1942年11月16日：11時55分ごろ、スラバヤ北水道付近で触雷。艦首部のうち一番魚雷発射管より前部を亡失
- 1943年4月15日：第四予備艦[55]。
- 1943年5月10日：仮修理終了しスラバヤ出港。ダバオを経て5月27日に呉に帰投し[73]、本修理実施。艦首部は直線を主体とする簡易形で復旧[74]
- 1943年8月25日：警備駆逐艦[56]。呉防備戦隊に編入。1944年2月1日まで日本本土とパラオ間の船団護衛に従事[75]
- 1944年2月9日：第一海上護衛隊に編入[76]
- 1944年10月24日：マタ30船団護衛中、アメリカ潜水艦シャークを撃沈
- 1944年11月4日：対潜掃討中、アメリカ潜水艦セイルフィッシュの雷撃により、155番フレームより後部を亡失。高雄、馬公に回航の上、1945年3月19日（20日）まで応急修理[77]
- 1945年3月20日以降：馬公出港。船団護衛を実施し、大陸沿岸を接岸航行。途中釜山に寄港[78]
- 1945年3月29日：佐世保に帰投[79]
- 1945年4月30日：第四予備艦[80]
- 1945年7月：西彼杵郡大串村（現・西海市）沿岸に疎開[81]。佐世保方面で終戦を迎える
- 1947年10月1日：内務省に引渡し[64]
- 1948年春：竹野港防波堤
- 1948年9月16日：アイオン台風により破壊。スクラップとして売却

## 歴代艦長
※『艦長たちの軍艦史』240-242頁による。

### 艤装員長
1. 高橋為次郎 中佐：1923年2月15日 - 1923年4月1日[82]

### 艦長
1. 高橋為次郎 中佐：1923年4月1日[82] - 1923年7月20日[83]
2. （心得）日高（渡部）釗 少佐：1923年7月20日 - 1923年12月1日
3. 日高（渡部）釗 中佐：1923年12月1日 - 1924年12月1日
4. 浅井次郎 少佐：1924年12月1日 - 1925年12月1日
5. 後藤英次 少佐：1925年12月1日 - 1927年12月1日
6. （兼）鈴木田幸造 少佐：1927年12月1日[84] - 1928年3月15日[85]
7. （兼）原顕三郎 中佐：1928年3月15日 - 1928年5月7日
8. （兼）山中順一 中佐：1928年5月7日[86] - 1928年12月10日[87]
9. （兼）武田喜代吾 少佐：1928年12月10日[87] - 1929年11月1日[88]
10. 手束五郎 少佐：1929年11月1日 - 1932年11月15日
11. 佐藤康夫 少佐：1932年11月15日 - 1934年11月15日
12. 竹内虎四郎 少佐：1934年11月15日 - 1935年11月15日
13. 吉田正義 少佐：1935年11月15日 - 1936年12月1日[24]
14. 吉川潔 少佐：1936年12月1日[24] - 1937年11月15日[27]
15. 林利作 少佐：1937年11月15日[27] - 1938年2月10日[29]
16. （兼）菅原六郎 少佐：1938年2月10日[29] - 1938年8月23日[30]
17. （兼）赤沢次寿雄 少佐：1938年8月23日[30] - 1938年9月15日[89]
18. 川崎陸郎 少佐：1938年9月15日 - 1938年12月15日[90]
19. 井上規矩 少佐：1938年12月15日[90] - 1939年1月10日[91]
20. 角田千代吉 少佐：1939年1月10日[91] - 1940年11月1日[92]
21. 十川潔 少佐：1940年11月1日 - 1941年7月17日[93]
22. 橘広太 少佐：1941年7月17日 - 1941年9月15日[94]
23. 古要桂次 少佐：1941年9月15日 -
24. 森本義久 大尉：1942年9月30日 -
25. 福山強 少佐：1943年11月5日 -